# Vibroboy
Pour plus de détails, voir Fiche technique et Distribution.
Vibroboy est un court-métrage français co-écrit et réalisé par Jan Kounen, sorti en 1994.

## Synopsis
Francesca, un homosexuel assumé, dérobe une statue aztèque au fin fond du Mexique. De retour en France, il laisse provisoirement l'encombrant objet à son amie Brigitte. Mais celle-ci est mariée à une brute patentée, Léon, qui brise la statue, provoquant en lui la réincarnation de Vibroboy, super-héros névrotique doublé d'un maniaque sexuel techno-primitif.

## Fiche technique
Sauf indication contraire, les informations mentionnées dans cette section peuvent être confirmées par les bases de données cinématographiques IMDb et Allociné,  présentes dans la section « Liens externes ».
- Titre original et francophone : Vibroboy
- Réalisation : Jan Kounen
- Scénario : Jan Kounen, Carlo de Boutiny
- Musique : Jean-Jacques Hertz, Alain Pype, François Roy, Frédéric Sanchez Del Rio
- Direction artistique : Marc Caro
- Photographie : Michel Amathieu
- Montage : Bénédicte Brunet
- Production : Jan Kounen
- Société de production : Franco American Films
- Société de distribution : Action Gitanes (France)
- Pays d'origine :  France
- Langue originale : français
- Genre : Comédie d'horreur
- Durée : 28 minutes
- Dates de sortie : 
  - France : 5 octobre 1994

## Distribution
Sauf indication contraire, les informations mentionnées dans cette section peuvent être confirmées par les bases de données cinématographiques IMDb et Allociné,  présentes dans la section « Liens externes ».
- Dominique Bettenfeld : Léon / Vibroboy
- Valérie Druguet : Brigitte
- Michel Vuillermoz : Francis « Francesca »
- Fabien Behar : l'acrobate

## Distinctions
- Festival international du court métrage de Clermont-Ferrand 1994 : Prix de la recherche